# Peter Stewart
Peter John Stewart (ur. 8 sierpnia 1947) – lekkoatleta specjalizujący się w biegach średnich i długich, który reprezentował Wielką Brytanię.
W 1970 zajął czwartą lokatę w biegu na 1500 metrów podczas Igrzysk Brytyjskiej Wspólnoty Narodów (na tych zawodach, w biegu na 5000 metrów, zwyciężył jego brat Ian, a kolejny z braci – Lachie zdobył złoty medal na 10 000 metrów). W 1971 roku sięgnął po złoty medal halowych mistrzostw Europy, a latem odpadł w eliminacjach mistrzostw Starego Kontynentu na stadionie. Reprezentant Wielkiej Brytanii w meczach międzypaństwowych. Wielokrotny mistrz i rekordzista kraju.

## Osiągnięcia
| Rok  | Impreza                                | Miejsce  | Konkurencja    | Lokata     | Wynik  |
| ---- | -------------------------------------- | -------- | -------------- | ---------- | ------ |
| 1970 | Igrzyska Brytyjskiej Wspólnoty Narodów | Edynburg | bieg na 1500 m | 4. miejsce | 3:40,6 |
| 1970 | Mecz Polska – Wielka Brytania          | Warszawa | bieg na 1500 m | 2. miejsce | 3:39,0 |
| 1971 | Halowe mistrzostwa Europy              | Sofia    | bieg na 3000 m | 1. miejsce | 3:53,6 |
| 1971 | Mistrzostwa Europy                     | Helsinki | bieg na 1500 m | 7. miejsce | 3:45,0 |
| 1972 | Mecz Wielka Brytania – Polska          | Edynburg | bieg na 1500 m | 3. miejsce | 3:46,4 |

## Rekordy życiowe
| Konkurencja                   | Rezultat | Data            | Miejsce |
| ----------------------------- | -------- | --------------- | ------- |
| Bieg na 1500 metrów – stadion | 3:38,22  | 15 lipca 1972   | Londyn  |
| Bieg na milę – stadion        | 3:55,3   | 15 lipca 1972   | Londyn  |
| Bieg na 3000 metrów – hala    | 7:53,6   | 14 marca 1971   | Sofia   |
| Bieg na 2 mile – stadion      | 8:26,8   | 5 września 1970 | Londyn  |